# Luigi De Magistris
Luigi De Magistris (Cagliari, 23 februari 1926 – aldaar, 16 februari 2022) was een Italiaanse geestelijke en kardinaal van de Rooms-Katholieke Kerk.
De Magistris werd geboren in een adellijke Sardijnse familie van Piemontese origine. Hij was de broer van de voormalige burgemeester van Cagliari, Paolo De Magistris.
Op 12 april 1952 werd De Magistris priester gewijd. In 1979 trad hij als officiaal in dienst van de Apostolische Penitentiarie. In 1996 benoemde de heilige paus Johannes Paulus II hem tot titulair bisschop van Nova. De Magistris werd op 28 april 1996 in de kathedraal van Cagliari gewijd door kardinaal Giovanni Canestri, waarbij aartsbisschop Ottorino Pietro Alberti en bisschop Tarcisio Pillolla optraden als medewijdende bisschoppen.
Op 22 november 2001 benoemde Johannes Paulus II De Magistris tot pro-grootpenitentiarius en tot titulair aartsbisschop van Nova. Anders dan zijn voorgangers en opvolgers werd hij tijdens de vervulling van zijn ambt niet tot kardinaal verheven. Hij ging op 4 oktober 2003 met emeritaat.
De Magistris werd tijdens het consistorie van 14 februari 2015 kardinaal gecreëerd. Hij kreeg de rang van kardinaal-diaken. Zijn titeldiakonie werd de Santissimi Nomi di Gesù e Maria in via Lata. Omdat hij op het moment van creatie ouder was dan tachtig jaar, was hij niet kiesgerechtigd bij een  conclaaf.
De Magistris overleed op 16 februari 2022, een week voor zijn 96e verjaardag.
- Gemeinsame Normdatei: 1251900410
- Istituto Centrale per il Catalogo Unico: UBOV394742
- Virtual International Authority File: 233084739